# Friedrich Wilhelm Rebenack
Friedrich Wilhelm Rebenack (* 1791; † 16. April 1866 in Klingenmünster) war ein bayerischer Beamter und Landtagsabgeordneter.
Rebenack war Domäneninspector in Frankenthal. Am 12. November 1834 wurde er – zunächst provisorisch – zum Königlicher Kreiskassier bei der pfälzischen Regierung in Speyer ernannt. Am 29. März 1852 wurde auf die gleiche Stelle bei der Regierung von Mittelfranken in Ansbach versetzt. Am 12. November 1861 wurde er in den definitiven Ruhestand versetzt. Seine pfälzischen Mandate behielt er jeweils bei.
Bei der Kandidatenaufstellung zur Frankfurter Nationalversammlung wurde Rebenack 1848 in Speyer zum ersten Ersatzmann gewählt. Wahlkreiskandidat und Abgeordneter wurde Georg Friedrich Kolb.
Nach dem gescheiterten Pfälzischen Aufstand wurde der 13. Bayerische Landtag am 10. Juni 1849 durch König Maximilian II. aufgelöst. Die 19 Abgeordneten aus der Rheinpfalz galten dort als Vertreter der „radikalen Linken“. Bei den am 14. Juli 1849 angesetzten Landtagswahlen wurde Rebenack der Vertreter des Wahlbezirks Speyer-Frankenthal in der Kammer der Abgeordneten. Für die Sitzungszeiten erhielt er die erforderlichen Beurlaubungen. Für die von Beamten und Juristen dominierten pfälzischen Volksvertreter der Reaktionszeit ist er ein Beispiel. Rebenack war Abgeordneter von 1849 bis 1865 und gehörte dem 14. bis 21. Landtag (8.–11. Wahlperiode) an.
Als solcher war er Mitglied folgender Ausschüsse:
- II. Ausschuss für die Steuern (1849–1850)
- II. Ausschuss für Gegenstände der Finanzen und Staatsschuld (1851–1855) und (1853–1865)
- Ausschuss zur Bearbeitung der Gegenentwürfe (1852; betr. Aburteilung der durch die Presse begangenen Verbrechen, Ergänzung der gesetzl. Bestimmungen über die Presse sowie Taggebühren und Reisekostenvergütung)

Er starb 1866 in der Nervenklinik Klingenmünster.